# Jan De Leeuw
Jan De Leeuw (* 21. Mai 1968 in Aalst) ist ein flämischer Psychologe und Schriftsteller. 

## Leben
Jan De Leeuw lebt und arbeitet in Gent. Er schreibt Jugendbücher. Mehrere seiner Bücher sind in deutscher Übersetzung erschienen. Schrödinger, Dr. Linda und eine Leiche im Kühlhaus (2010) erhielt 2011 eine Nominierung für den Deutschen Jugendliteraturpreis. 2012 war er Jurymitglied der Auszeichnung Das außergewöhnliche Buch des Kinder- und Jugendprogramms des Internationalen Literaturfestivals Berlin.

## Pressespiegel
Schrödinger, Dr. Linda und eine Leiche im Kühlhaus

„Durchzogen von metafiktionalen Erzählerkommentaren und von Slapstick-Elementen erlebt der Leser das Gefühlschaos mal mittendrin, mal aus der Distanz: Trauer, Fürsorge, Verliebtsein, Ratlosigkeit – das ganze Panorama. Die in diesem tragikomischen Roman erzählte Pubertätsgeschichte beeindruckt durch ihren leichten Ton, den Rolf Erdorf einfühlsam und versiert ins Deutsche übertrug.“

„Wir leben in einem ordentlichen Land der Schubladen und Fächer und nun also auch der Kühlhäuser (…) Wir benennen, wir teilen ein, wir sortieren gerne. (…) Was also tun mit einem Jugendbuch, das slapstickt, kalauert, übertreibt, ironisiert, parodiert, das überhaupt keinen Sinn macht, schon gar nicht lehrreich ist, und das, wenn es dann zu guter Letzt die wild verschlungenen Handlungsfäden entwirren soll, seine Protagonisten (und seine Leser) mit einem schlichten ‚Mal sehen‘ entlässt? Was tun mit einem Text, der die inhaltlichen wie formalen Grenzen des Genres geflissentlich übergeht, der nicht lang fragt, sondern einfach macht (und zwar mit Vorliebe, was nicht erlaubt ist)? Was tun mit einer Geschichte, die auf Lösung pfeift (…) Die Antwort heißt: keine unnötigen Fragen stellen, keine einfachen Antworten wollen, bloß lesen, lachen und wundern!“

Eisvogelsommer

„Dass mit Eisvogelsommer wieder ein Buch des Autors ins Deutsche übertragen wurde, ist ein großes Glück. Denn De Leeuw schreibt in kunstvoller Prosa; poetisch, anschaulich und voll stimmiger Bilder. [...] Kein einzelnes Wort, kein einziger Satz ist dabei zu viel. Immer wieder [...] überführt De Leeuw die Handlung ins Märchenhafte des magischen Realismus und lässt sie zwischen Wirklichkeit, Traum und Fantasie oszillieren. [...] Eisvogelsommer ist so am Ende ein Buch, das Hoffnung macht. Ein Buch, das nicht nur junge Leser mit voller Wuchten den elementarsten Fragen aussetzt.“

## Auszeichnungen
- 2005: neben vier anderen Preisträgern: Boekenleeuw (2500 €), flämischer Jugendliteraturpreis
- 2007: JuBu Buch des Monats Das Schweigen der Eulen
- 2011: Nominierung für den Deutschen Jugendliteraturpreis in der Kategorie Jugendbuch für Schrödinger, Dr. Linda und eine Leiche im Kühlhaus[4]
- April 2016: Luchs des Monats für Eisvogelsommer
- 2017 Nominierung für den Deutschen Jugendliteraturpreis für Eisvogelsommer

## Werke
- ins Deutsche übersetzt:
  - 2006: Das Schweigen der Eulen. Übersetzung: Rolf Erdorf, Gerstenberg (Original: Vederland, 2004)
  - 2007: Nachtland. Übersetzung: Rolf Erdorf, Gerstenberg (Original: Het nachtland, 2005)
  - 2010: Roter Schnee auf Thorsteinhalla. Übersetzung: Rolf Erdorf, Gerstenberg (Original: Rode sneeuw, 2007)
  - 2010: Schrödinger, Dr. Linda und eine Leiche im Kühlhaus. Übersetzung: Rolf Erdorf, Gerstenberg (Original: Bevroren kamers, 2009)
  - 2016: Eisvogelsommer. Übersetzung: Rolf Erdorf, Gerstenberg (Original: Vijftien wilde zomers, 2012)
  - 2018: Babel. Übersetzung: Rolf Erdorf, Verlag Freies Geistesleben (Original: Babel, 2015)
  - 2020: Der kleine König folgt dem Stern. Übersetzung: Rolf Erdorf, Verlag Freies Geistesleben (Original: De kleine koning, 2018)

- nicht ins Deutsche übersetzt:
  - 2006: Midzomernachtzee